# Xá Lượng
Xá Lượng là một xã thuộc huyện Tương Dương, tỉnh Nghệ An, Việt Nam.

## Địa lý
Xã Xá Lượng nằm ở phía tây huyện Tương Dương, có vị trí địa lý:
- Phía đông giáp thị trấn Thạch Giám
- Phía tây giáp xã Lưu Kiền
- Phía nam giáp xã Tam Hợp
- Phía bắc giáp xã Lượng Minh và xã Yên Na.

Xã Xá Lượng có diện tích 123,42 km², dân số năm 2018 là 6.030 người, mật độ dân số đạt 49 người/km².

## Lịch sử
Sau năm 1954, xã Xá Lượng thuộc huyện Tương Dương, tỉnh Nghệ An.
Ngày 17 tháng 4 năm 1965, Bộ trưởng Bộ Nội vụ ra Quyết định số 143-NV chia xã Xá Lượng thành 2 xã Xá Lượng và Lượng Minh.
Năm 2018, xã Xá Lượng có diện tích 114,60 km², dân số là 5.400 người, mật độ dân số đạt 47 người/km².
Ngày 17 tháng 12 năm 2019, Ủy ban Thường vụ Quốc hội ban hành Nghị quyết 831/NQ-UBTVQH14 về việc sắp xếp các đơn vị hành chính cấp xã thuộc tỉnh Nghệ An (nghị quyết có hiệu lực từ ngày 1 tháng 1 năm 2020). Theo đó, sáp nhập toàn bộ 8,82 km² diện tích tự nhiên và 630 người thuộc bản Thạch Dương của xã Thạch Giám vừa giải thể vào xã Xá Lượng.
Sau khi điều chỉnh, xã Xá Lượng có diện tích 123,42 km², dân số là 6.030 người.